# Ernst Trömner

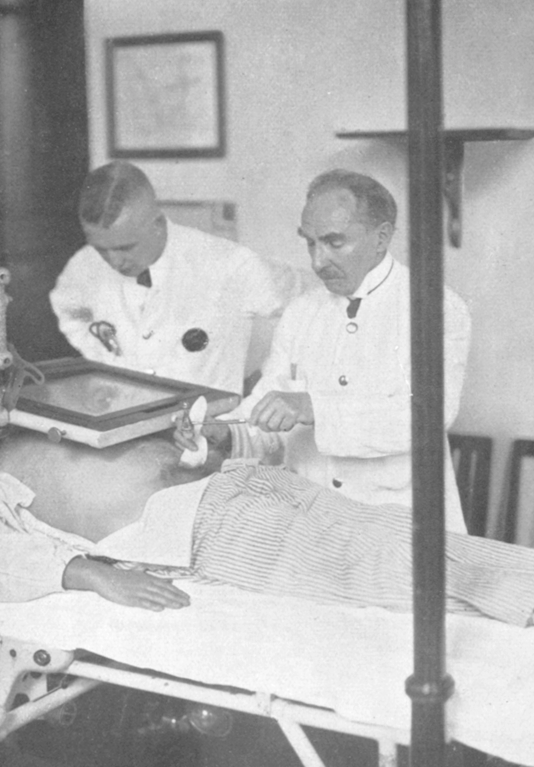
Ernst Trömner (rechts) bei der Untersuchung eines Zwerchfellreflexes, um 1928

Ernst Trömner (* 24. August 1868 in Meerane; † 27. Mai 1930 in Hamburg) war ein deutscher Neurologe.

## Leben
Trömner war der Sohn eines Apothekers. Er besuchte das Friedrichgymnasium Altenburg. Anschließend studierte er Medizin an der Universität Leipzig, unterbrochen von Aufenthalten an der Ludwig-Maximilians-Universität München (SS 1890 und WS 1890/91) und der Christian-Albrechts-Universität zu Kiel. 1893 wurde er in Leipzig promoviert. Es folgte eine Assistentenzeit in Jena, Leipzig, Heidelberg, Dresden und Berlin.
1895 ließ sich Trömner in privater Praxis in Hamburg nieder. Von 1898 bis 1918 leitete er eine von ihm begründete Poliklinik für Nervenkrankheiten. Während des Ersten Weltkrieges war er ärztlicher Leiter eines Lazaretts. Von 1919 bis zu seinem Tod leitete Trömner die Abteilung für Nervenheilkunde des Krankenhauses St. Georg in Hamburg. 1928 wurde er durch die Gesundheitsbehörde zum Professor ernannt.
Ernst Trömner war mit Lieselotte Pulvermacher verheiratet, das Paar hatte eine Tochter und einen Sohn.

## Wirken
Ernst Trömner ging einer regen Publikationstätigkeit, ein breites Spektrum der Neurologie umfassend, nach. Insbesondere Kasuistiken sowie Arbeiten zur Reflex-Prüfung, dem Stottern, zu Schlafstörungen und Hypnose wurden von ihm veröffentlicht.

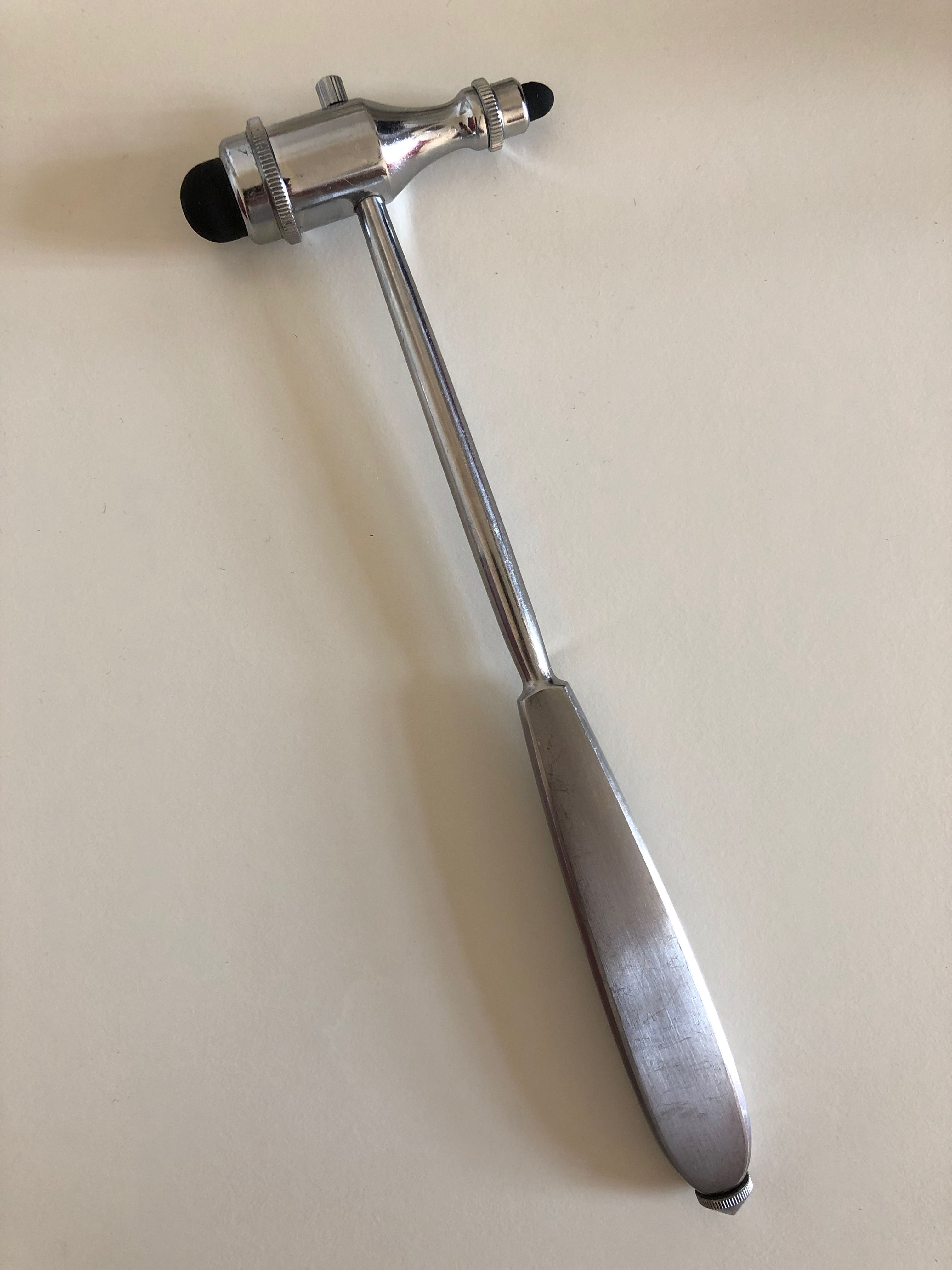
Reflexhammer nach Trömner

1910 entwarf er einen Reflexhammer mit zwei unterschiedlich großen Gummi-Köpfen (zur Verwendung an unterschiedlich breiten Sehnen) sowie einem spitz zulaufendem Griff (u. a. zur Prüfung des Babinski-Zeichens). Dieser Reflexhammer nach Trömner zählt heute zu den am weitesten verbreiteten Reflexhämmern, wobei Kopf und Griff in Variationen erhältlich sind. 1927 brachte Henry Woltman einige Exemplare mit in die USA, wo er sich auch bald einiger Beliebtheit erfreute und zu einem Symbol der Neurologen der Mayo Clinic wurde.
Trömner beschrieb weiterhin den nach ihm benannten Fingerbeugereflex (Trömner-Reflex). Beim Schnippen oder Anschlagen der palmaren Seite des Mittelfingerendgliedes kommt es zu einer reflektorischen Flexion der Fingerendglieder inklusives des Daumens.